# Paul Rees

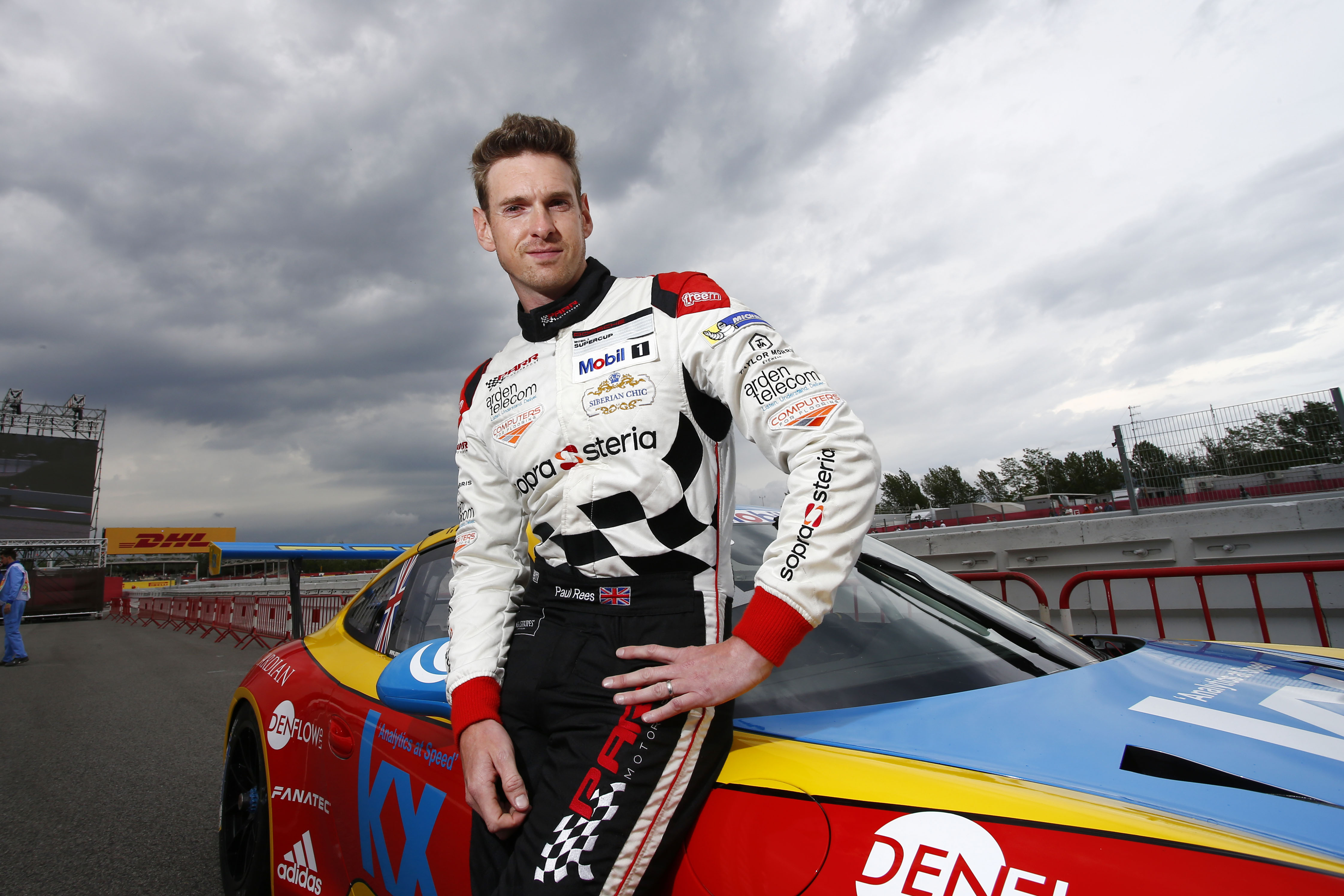
Paul Rees

Paul Rees (* 20. April 1986) ist ein britischer Automobilrennfahrer. Sein Vater war der Formel-1-Pilot Alan Rees.

## Karriere
Rees machte 2003 in der Winterserie der britischen Formel Renault seine ersten Erfahrungen im Formelsport. Nach einer einjährigen Pause kehrte der Brite in den Motorsport zurück und startete in der britischen Formel BMW, in der er die Saison auf dem 23. Gesamtrang beendete. Außerdem nahm er an zwei Rennen der US-amerikanischen Formel BMW teil. 2006 blieb Rees in der britischen Formel BMW und verbesserte sich auf den 18. Platz in der Fahrerwertung.
2007 kehrte Rees in die britische Formel Renault zurück und belegte den 21. Gesamtrang dieser Meisterschaft. Darüber hinaus trat er zu zwei Rennen der französischen Formel Renault an. 2008 wechselte der Brite für zwei Jahre in die Formel Palmer Audi. Nachdem er die erste Saison auf dem neunten Gesamtrang beendet hatte, wurde er 2009 mit fünf Podest-Platzierungen Siebter in der Meisterschaft.
2010 wechselte Rees in die ebenfalls von Jonathan Palmer organisierte Formel 2. Ab dem fünften Rennwochenende trat er nicht mehr an. Am Ende der Saison belegte er den 18. Gesamtrang.

## Karrierestationen
- 2003: Winterserie der britischen Formel Renault
- 2005: Britische Formel BMW (Platz 23)
- 2006: Britische Formel BMW (Platz 18)
- 2007: Britische Formel Renault (Platz 21)
- 2008: Formel Palmer Audi (Platz 9)
- 2009: Formel Palmer Audi (Platz 7)
- 2010: Formel 2 (Platz 18)
- 2014: Porsche Carrera Cup Great Britain (Platz 3)
- 2015: Porsche Carrera Cup Great Britain (Platz 8)
- 2016: Porsche Supercup (Platz 15)
- 2017: Porsche Supercup (Platz 17)
- 2018: GT4 European Series (Platz 14)